# Cucina teramana

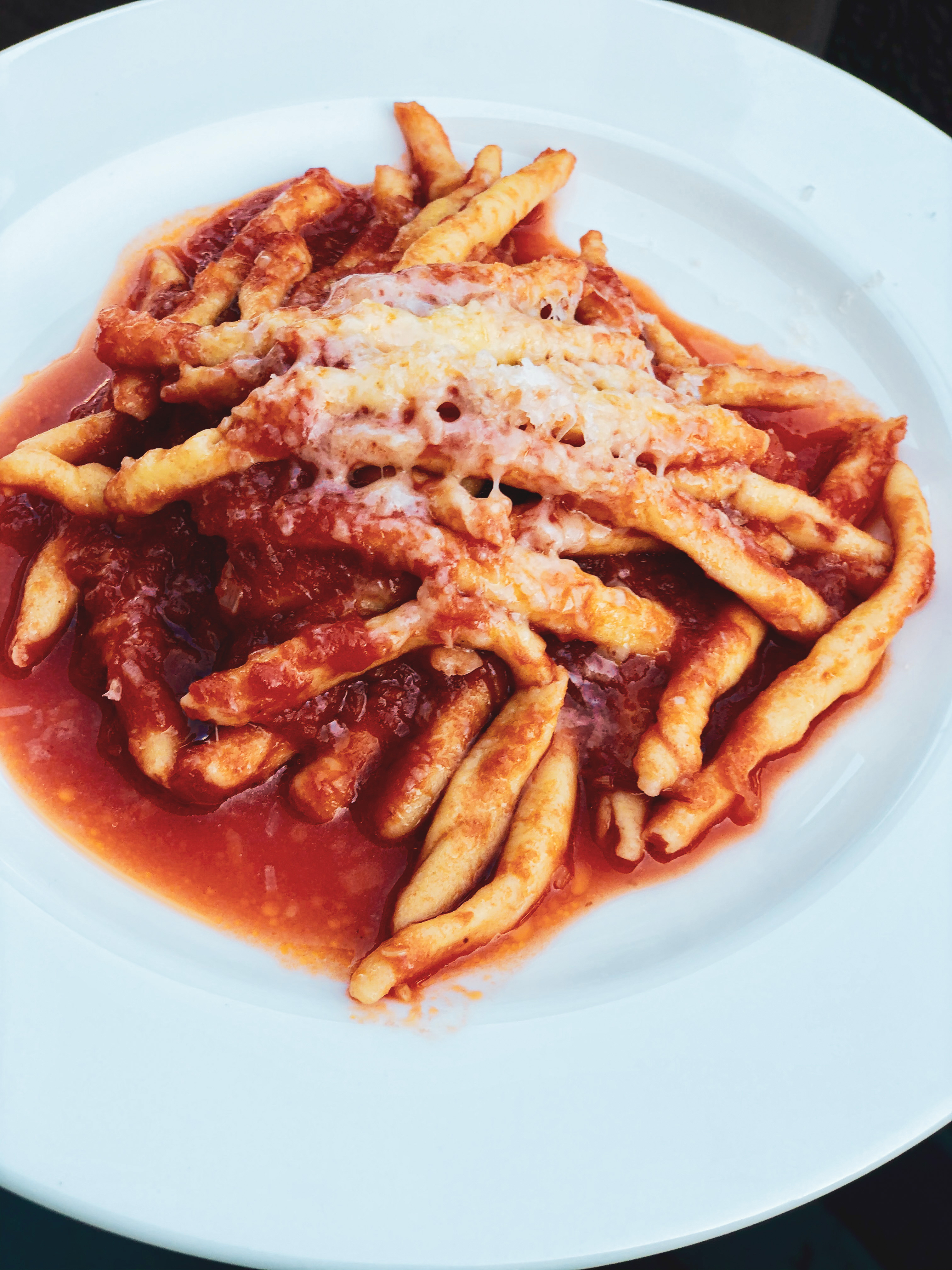
Ceppe

La cucina teramana è l'insieme dei piatti della tradizione culinaria di Teramo e delle zone limitrofe; è l'insieme delle tradizioni contadine e pastorali delle montagne e delle colline circostanti e delle tradizioni marinare della costa.

## Primi piatti

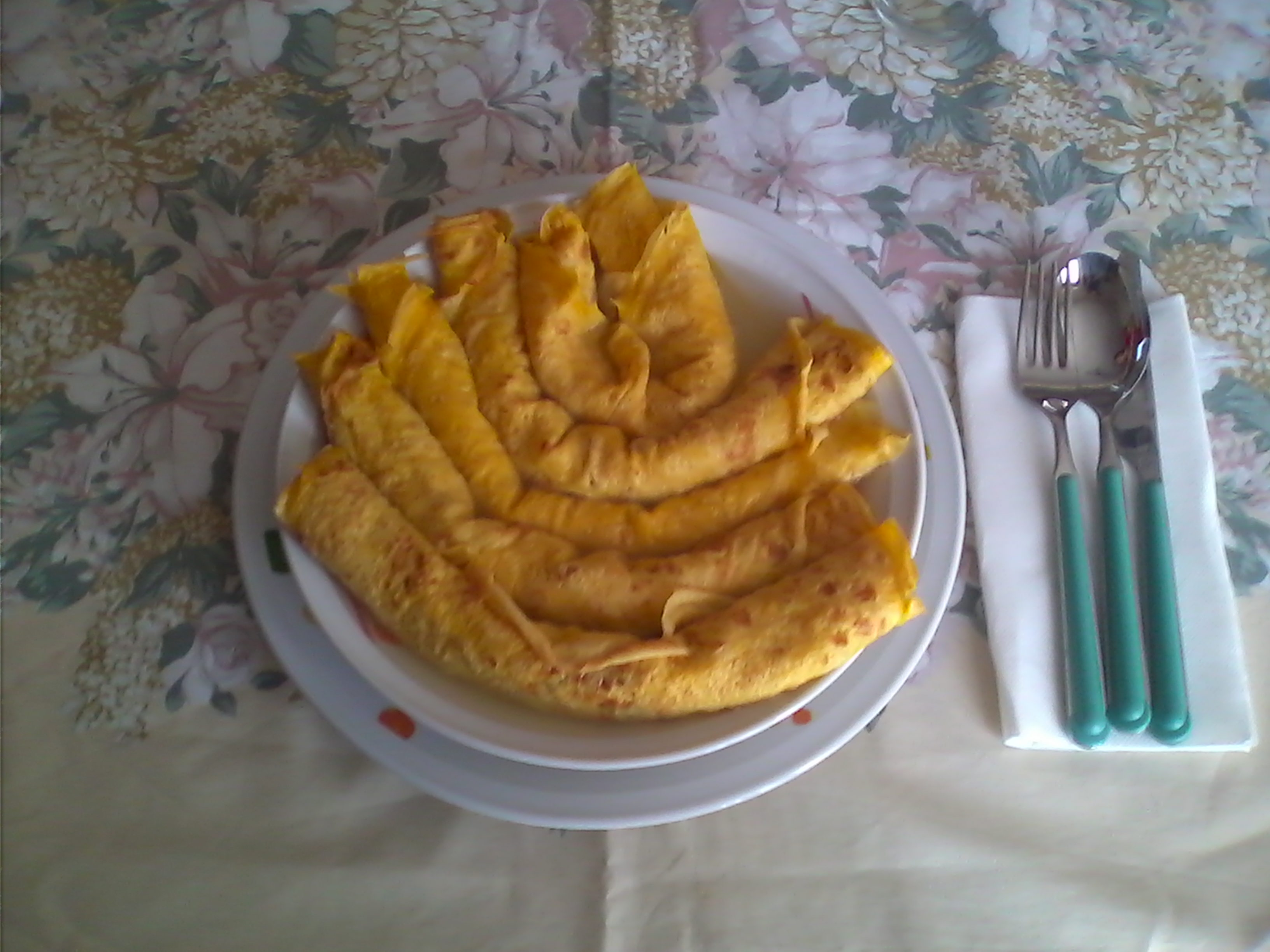
Scrippelle

Tra i primi piatti troviamo oltre ai classici maccheroni alla chitarra o Chitarra con le pallottine, i maccheroni alla molinara, le Ceppe, e soprattutto le virtù, piatto preparato con fave e piselli freschi, lenticchie, ceci, fagioli, indivia, carciofi, spinaci, cicoria, bietole, cime di rapa, cuori di sedano, zucchine, aglio, cipolla, erbe aromatiche, prosciutto, cotenna, orecchio e piedini di maiale, cotiche. Tipiche di Teramo sono anche le Scrippelle 'mbusse, simili alle crespelle francesi immerse in brodo di pollo o tacchino; il timballo alla teramana e le Ndurciullune.

## Carne, salumi, pesce e formaggi

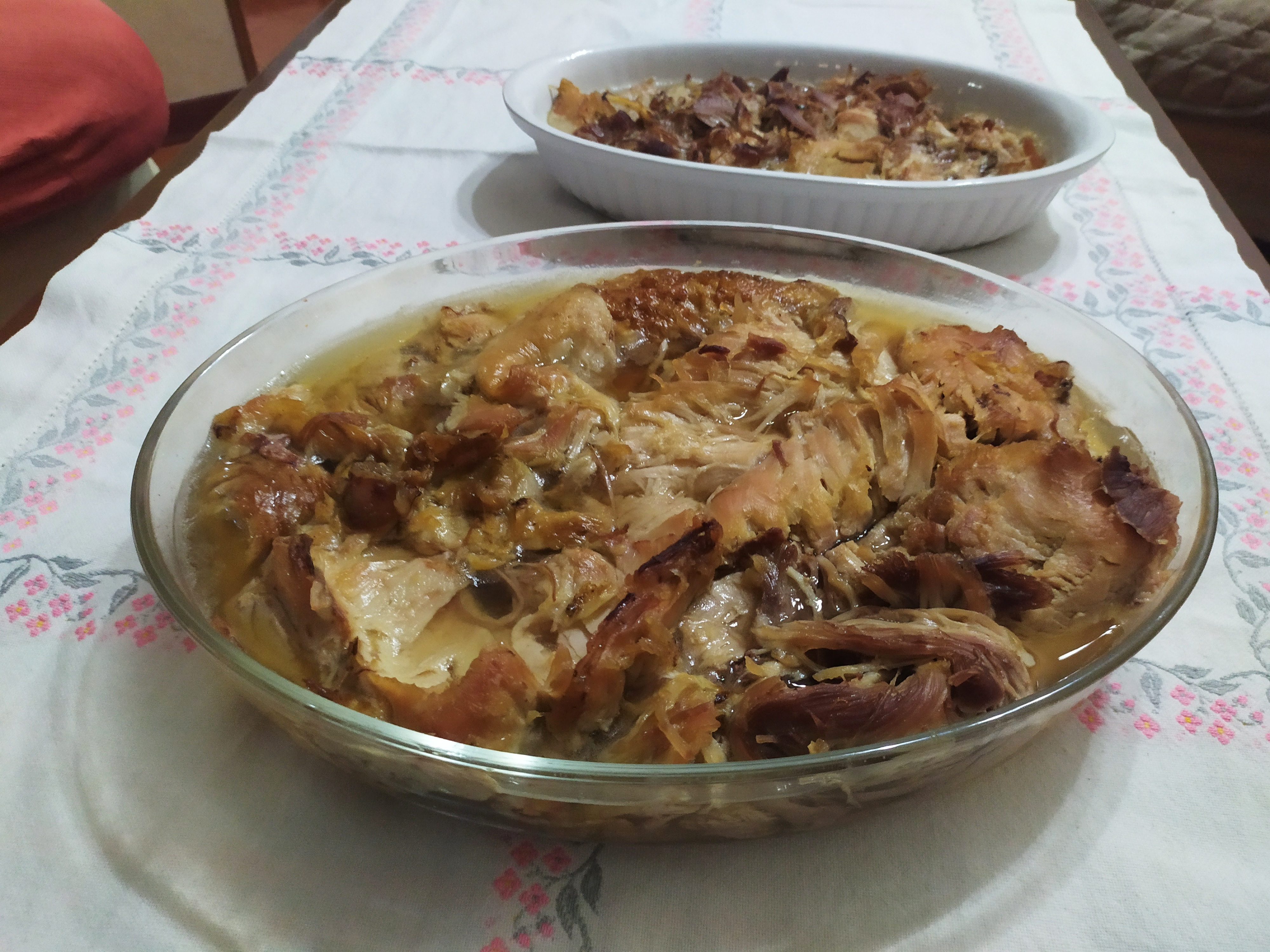
Tacchino alla canzanese

Tra i secondi piatti da segnalare ci sono gli arrosticini, la trippa teramana e le mazzarelle, involtini di coratella di agnello avvolta in foglie di indivia legati con budelline dello stesso agnello e che fanno parte dei prodotti agroalimentari tradizionali abruzzesi.
Altri secondi tipici teramani sono il tacchino alla canzanese, la pecora alla callara, la ndocca ndocca e il tacchino alla neretese.
Tra i formaggi è da segnalare il formaggio pecorino di Atri.
Tra i salumi vedono protagonisti la ventricina teramana, le Nnuje teramane e le Capelomme.
Per quanto riguarda il pesce, piatti tipici sono il brodetto di pesce alla giuliese e l'antipasto misto alla giuliese.
Nel periodo natalizio, anche nel teramano viene consumato il baccalà.

## Verdure, ortaggi, legumi, frutta
Da segnalare la patata turchesa che rientra nei Prodotti agroalimentari tradizionali abruzzesi e nei presidi slow food dell'Abruzzo, il marrone di Valle Castellana, castagna tipica del teramano, e il peperone secco dolce.

## Pane, pizze e dolci

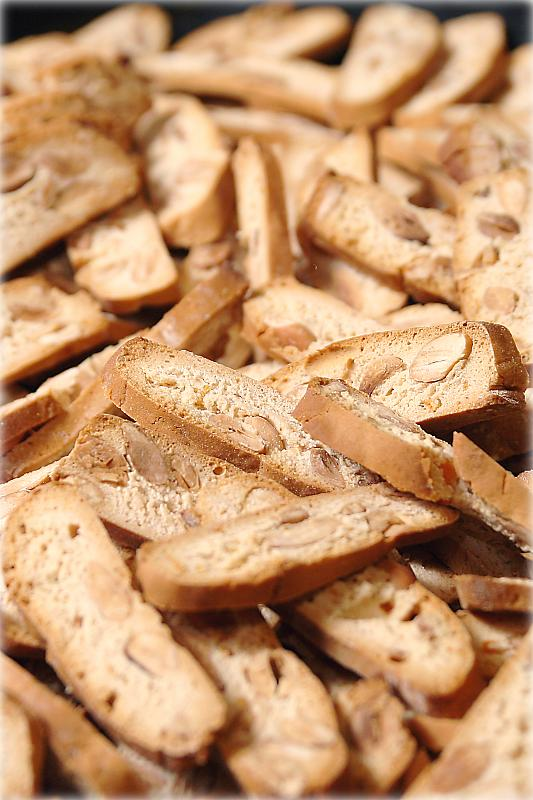
Pepatelli

Tipico di Teramo è il pane con le patate, preparato con l'aggiunta di patate che lo fa conservare meglio e in maniera più duratura. Anche il pane parruozzo è originario della città. Tra i dolci teramani, meritano citazione i pepatelli, i sassi d'Abruzzo, la zeppola, i ravioli dolci di ricotta, li sfujatell (le sfogliatelle). Infine, altro dolce molto antico tipico teramano è il dolce pan ducale.

## Liquirizia di Atri
Ad Atri, nella provincia teramana, spicca l'antica produzione della liquirizia di Atri, che viene coltivata e lavorata dai tempi dei Romani. Dopo la Calabria, l'Abruzzo è la seconda regione d'Italia per produzione di liquirizia.

## Vini, liquori e olio

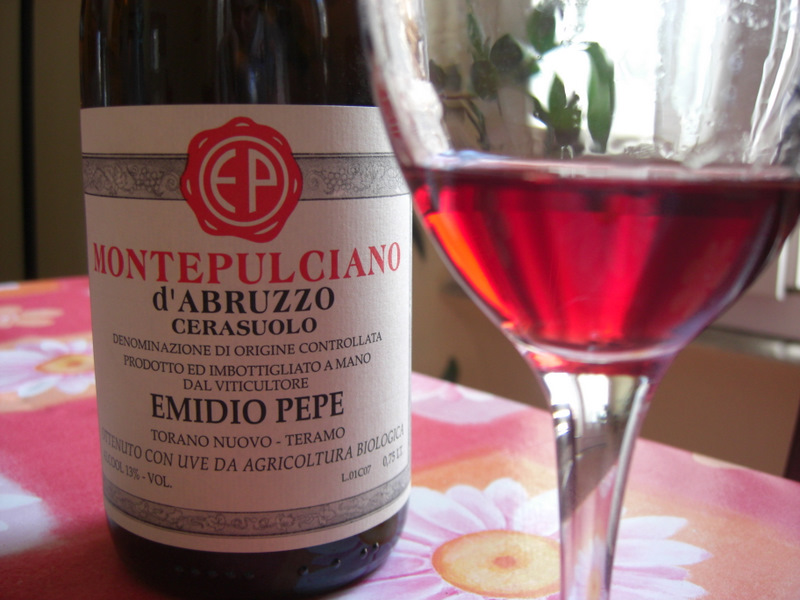
Vino Cerasuolo d'Abruzzo

L'olio principe della cucina teramana è l'olio Pretuziano delle Colline Teramane; tra i liquori meritano menzione il Vino cotto, il liquore alla liquirizia di Atri, la Ratafià: Per i vini, il principe è il prestigioso Montepulciano d'Abruzzo Colline Teramane; anche il Montonico è un vino tipico della zona, oltre ai vitigni che originano vini DOC come il Montepulciano d'Abruzzo, il Cerasuolo e il Trebbiano d'Abruzzo.

## Galleria d'immagini

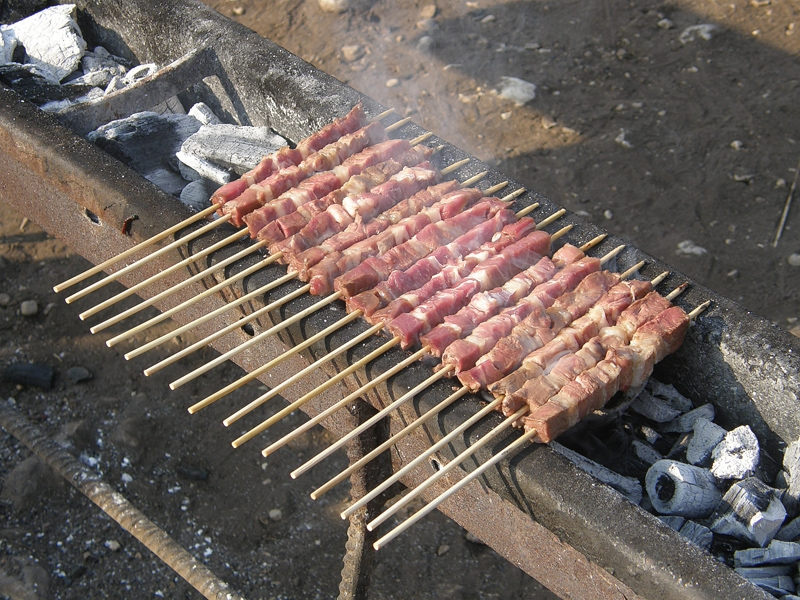
Arrosticini di pecora
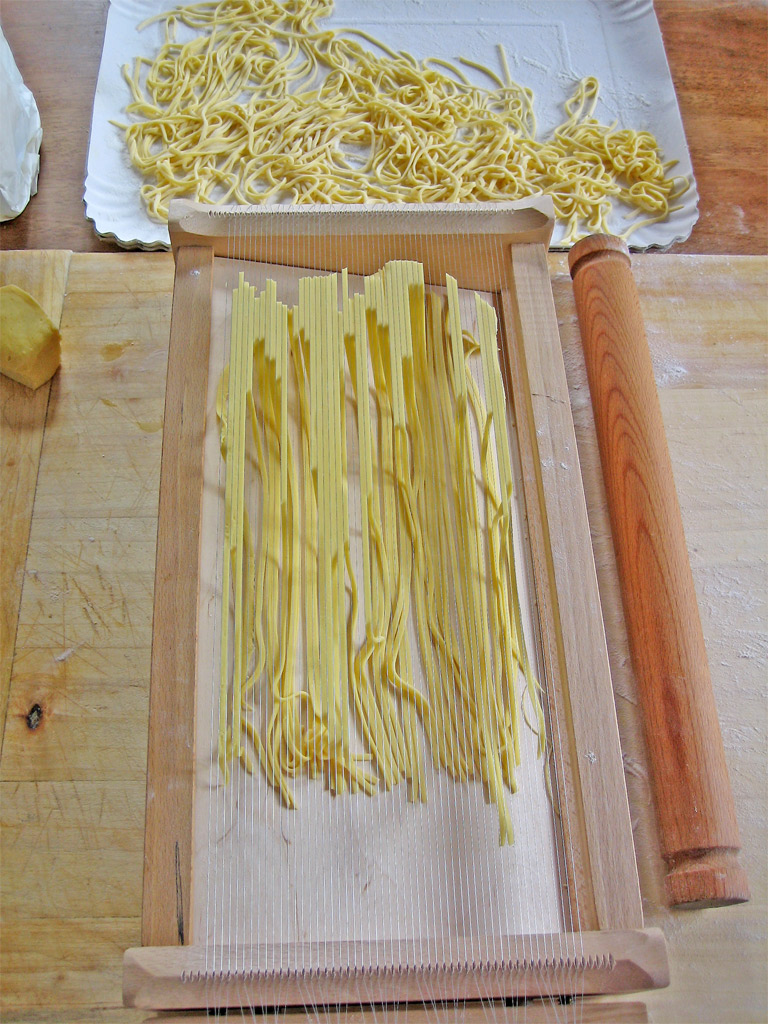
Spaghetti alla chitarra
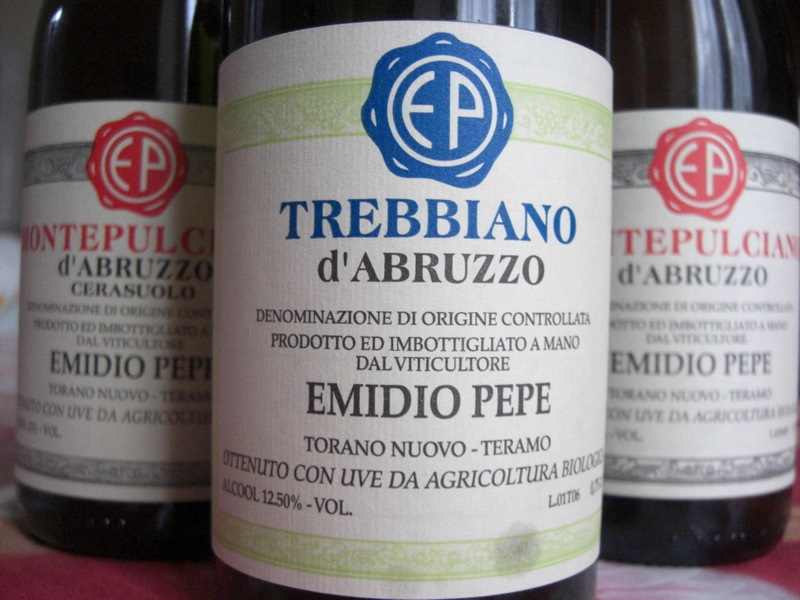
Vino bianco Trebbiano d'Abruzzo